# ТТ-1

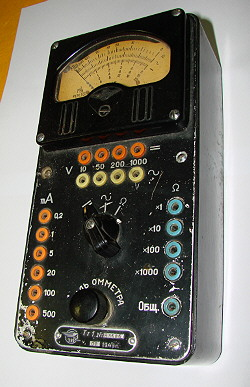
Тестер ТТ-1 1949 года выпуска

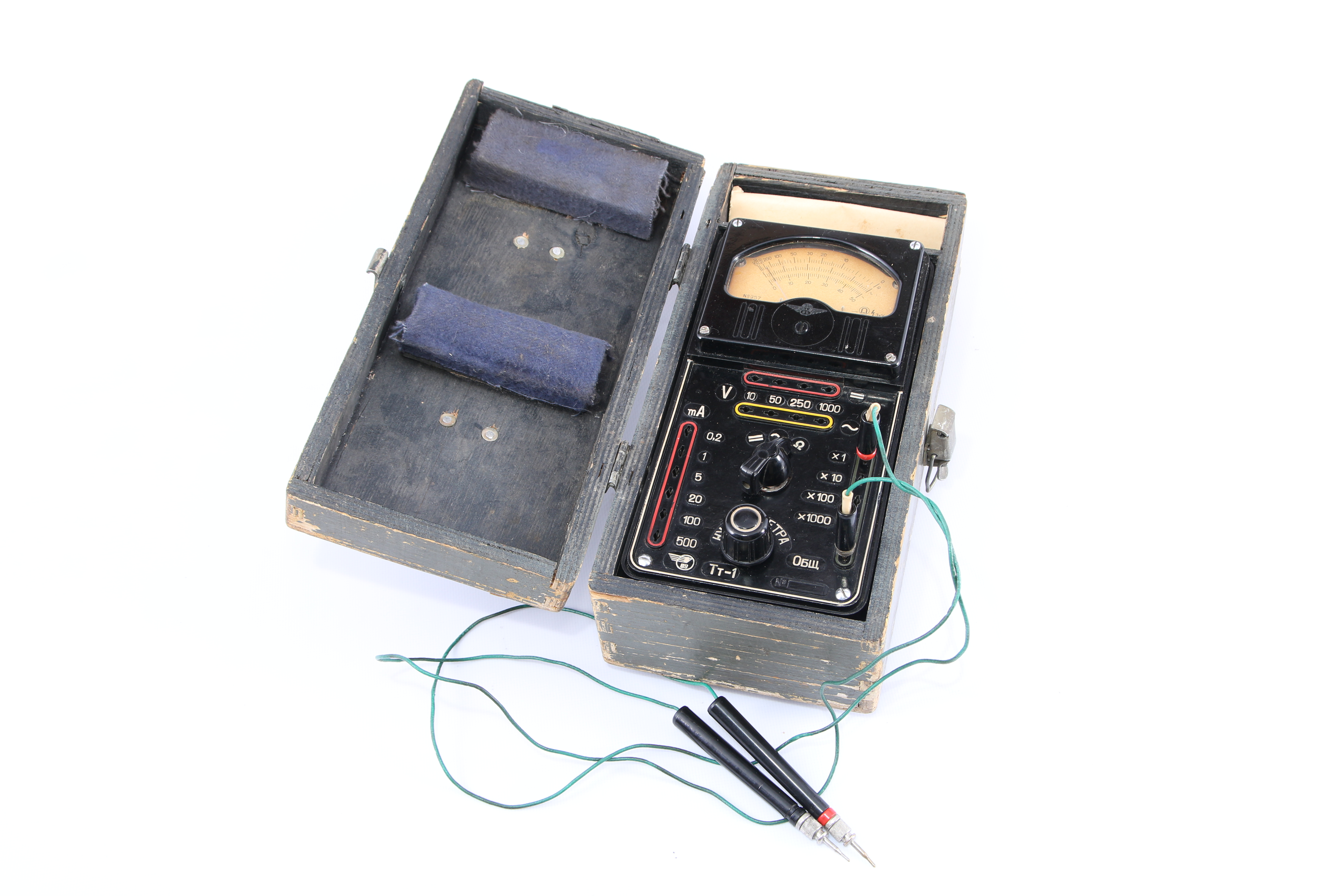
ТТ-1 1955 года в родном деревянном ящике.

ТТ-1 (те́стер техни́ческий пе́рвый) — советский портативный комбинированный измерительный прибор (ампервольтомметр, авометр, мультиметр, тестер), являющийся первым массово изготовлявшимся радиопромышленностью СССР. Всего за годы выпуска было изготовлено несколько сотен тысяч штук приборов. Производство начато в 1947 г.

## Производство
Изготовитель прибора — завод № 339 МАП, затем Рыбинский завод приборостроения. Объём выпуска достигал 7000-8000 штук в месяц. Прибор изначально предназначался для применения в армии, однако простая, надежная и удобная конструкция обеспечили популярность прибора во всех сферах народного хозяйства.
Прибор выпускали в нескольких вариантах и модификациях. Корпус изготавливали из металла или карболита, с алюминиевой фальшпанелью и без неё. В последние годы выпуска вместо купроксного (меднозакисного) выпрямителя, используемого в приборе для измерений переменного напряжения, применяли германиевые диоды типа Д2Б.
В последующих модификациях приборов данного класса (ТТ-2, ТТ-3, Ц20 и др.), устранены некоторые недостатки прибора ТТ-1 при сохранении общей концепции.

## Технические характеристики
Тестер ТТ-1 представляет собой переносной многодиапазонный прибор, позволяющий производить измерения:
- Постоянного напряжения, переменного напряжения в следующих диапазонах:
 от 0,2 В (одно деление шкалы) до 0—10; 0—50; 0—200; 0—1000 В.
- Постоянный ток в диапазонах: 
 от 4 мкА (одно деление шкалы) до 0—0,2; 0—1; 0—5; 0—20; 0—100 и 0—500 мА.
- сопротивления:
 в пределах от 1 ома до 2 МОм.
 При этом сопротивление прибора при измерении постоянного напряжения 5 кОм/В максимального значения выбранного диапазона, для переменного напряжения 3,3 кОм/В.

Отсчет производится непосредственно по шкале. Погрешность измерения составляет:
- ±3 % от номинального значения шкал постоянного тока
- ±5 % от максимального значения шкал переменного тока
- ±10 % от величины измеряемого сопротивления.

Переключение режима измерения (омметр, вольтметры и амперметры переменного и постоянного напряжения и тока) производится галетным переключателем, выбор предела измерения — коммутационными гнёздами.
Для питания цепей прибора в режиме омметра в ранних модификациях прибора применялась гальваническая трёхэлементная батарея КБС-Л, в более поздних модификациях применяются батарея из четырёх элементов 1,3ФМЦ-0,25 (ФБС-0,25, 332, R10), включенных последовательно. На трех нижних пределах измерения сопротивлений используется только один элемент, а на пределе «×1000», для измерения больших сопротивлений, — все четыре. Элементы крепятся металлическими хомутиками, которые служат заодно и минусовыми контактами. Поэтому элементы должны быть без внешней изолирующей оболочки и иметь «минус» на корпусе.